# A cég hangja
A cég hangja a Viasat 3 2010-es magyar televíziós zenei vetélkedőműsora. A műsorban tizenkét cég és intézmény ötfős csapatai mérték össze ének- és tánctudásukat. A fődíjat – hárommillió forintot és egy-egy notebookot – a Budapesti Közlekedési Zrt. nyerte, a második helyezett a Magyar Telekom, a harmadik a Katedra Nyelviskola lett.

## Formátum
Az első hat adás az elődöntő, mely visszatekintésekkel indult. Minden elődöntőben két csapat versenyzett a továbbjutásért. Először a csapattagok kiválasztását mutatták be a jelentkezők közül, melyet a két csapatkapitány-műsorvezető végzett. Ezt a csapatok felkészülése követte az elődöntőre. Mindenkinek két napja volt a produkció összeállításában, melyben a piros csapatot, Sipos Péter csapatát Urbán Orsi és Seress Attila, míg a kék csapatot, Varga Livius csapatát Fekete Mari és Tóth Mercédesz énektanárok és koreográfusok segítették. A jelmez kiválasztásáért Lakatos Márk, míg a fodrászatért Koczka és Sári Kata voltak felelősek. Az adások utolsó szakasza a kész produkciók bemutatása volt, melyet a zsűri (Novák Péter zenei producer, Spitzer Gyöngyi és Hajós András) külön-külön értékeltek, majd szavaztak arról, melyik csoportot juttatnák tovább.
A hat továbbjutó csapat szerepelt a döntőben. Itt – rövid visszaemlékezések mellett – a hat csapat újra előadta a maga nyertes produkcióját és közülük a zsűri kiválasztotta a három dobogós csapatot.

## Elődöntők
| Dátum           |                                                                  | Sipos Péter csapata                                              |                                                  | Varga Livius csapata                             | Nyertes |
| 2010. május 2.  | Pénzügyes csapat LGT: Mondd, mi lesz velem                       | Pénzügyes csapat LGT: Mondd, mi lesz velem                       | Media Markt LGT: Embertelen dal                  | Media Markt LGT: Embertelen dal                  |         |
| 2010. május 9.  | Magyar Telekom Rocky Horror Picture Show: Time Warp              | Magyar Telekom Rocky Horror Picture Show: Time Warp              | Károly Róbert Főiskola Hair: Hair                | Károly Róbert Főiskola Hair: Hair                |         |
| 2010. május 16. | Schneider Panzió Budapest Bár: Szívemben bomba van               | Schneider Panzió Budapest Bár: Szívemben bomba van               | BKV Rosemary Clooney: Mambo Italiano             | BKV Rosemary Clooney: Mambo Italiano             |         |
| 2010. május 23. | Gablini Michael Jackson: Black or White                          | Gablini Michael Jackson: Black or White                          | Flashbank Madonna: Like a Prayer                 | Flashbank Madonna: Like a Prayer                 |         |
| 2010. május 30. | HungaroControl ABBA: Gimme! Gimme! Gimme! (A Man After Midnight) | HungaroControl ABBA: Gimme! Gimme! Gimme! (A Man After Midnight) | Katedra Nyelviskola Kool & the Gang: Celebration | Katedra Nyelviskola Kool & the Gang: Celebration |         |
| 2010. június 6. | Createam Kispál és a Borz: Ha az életben                         | Createam Kispál és a Borz: Ha az életben                         | Clearwater Csókolom: Dunántúli sláger            | Clearwater Csókolom: Dunántúli sláger            |         |